# Ogi
Ogi (小城市?) è una città giapponese della prefettura di Saga.